# Мргануш
Мргануш (арм. Մրգանուշ) — село в Араратской области Армении. Основано в 1873 году армянами-переселенцами, жившими ранее в окрестностях иранских городов Хой и Сельмас.

## География
Село расположено в западной части марза, к востоку от реки Азат, на расстоянии 11 километров к северо-востоку от города Арташат, административного центра области. Абсолютная высота — 905 метров над уровнем моря.
Климат
Климат характеризуется как семиаридный (BSk в классификации климатов Кёппена). Среднегодовая температура воздуха составляет 12,3 °C. Средняя температура самого холодного месяца (января) составляет −2,8 °С, самого жаркого месяца (июля) — 25,8 °С. Расчётная многолетняя норма атмосферных осадков — 286 мм. Наибольшее количество осадков выпадает в мае (49 мм).

## Население
| Год переписи | Население          | Население          | Население          | Население            | Население            | Население            |
| Год переписи | Наличное население | Наличное население | Наличное население | Постоянное население | Постоянное население | Постоянное население |
| Год переписи | Всего              | Мужчины            | Женщины            | Всего                | Мужчины              | Женщины              |
| ------------ | ------------------ | ------------------ | ------------------ | -------------------- | -------------------- | -------------------- |
| 2001         | 1039               | 508                | 531                | 1100                 | 550                  | 550                  |
| 2011         | 1016               | 499                | 517                | 1101                 | 552                  | 549                  |